# これって攻めすぎ!?世界旅行
『これって攻めすぎ!?世界旅行』（これってせめすぎ せかいりょこう）は、2022年7月24日から2023年3月19日までNHK総合で放送された紀行番組である。

## 概要
世界各地を取材し、その地域の人だけが知っている（定番の観光コースにはない）グルメ、絶景、人とのふれあいなどを訪ね、新感覚の旅行番組を目指すのが目的であった。
当初は、2022年4月から土曜日18時5分 - 18時43分に『3分ドキュメンタリー』と交互に随時放送する予定であった。
しかし、ロシアのウクライナ侵攻による影響で、土曜日の18時5分 - 18時43分は、当時NHK BS1で放送された『週刊ワールドニュース』の時差放送が2022年4月2日から2023年3月25日まで行われた。
このため、当初の予定を変更して2022年7月24日から2023年3月19日までの日曜日の0時25分 - 1時3分に放送された。

## 出演者
- 南海キャンディーズ（山里亮太・山崎静代）[4]
- 鎌倉千秋（NHKアナウンサー）
- 小山径（同上）
- 中川安奈（同上）
- 利根川真也（同上）

## 放送リスト
| 回 | 初回放送日     | タ イ ト ル                                                       | 旅 人                     | 攻めすぎガイドブック       | 定番ガイドブック |
| -- | -------------- | ----------------------------------------------------------------- | ------------------------- | -------------------------- | ---------------- |
| 01 | 2022年7月24日  | アメリカ・ロサンゼルス 憧れのスターに会いたい                     | 山里亮太                  | 山崎静代                   | 中川安奈         |
| 02 | 2022年7月31日  | イギリス・ロンドン ダーク＆ミステリー不思議旅                     | 澤部佑（ハライチ）        | 岩井勇気（ハライチ）       | 中川安奈         |
| 03 | 2022年8月7日   | エジプト・ナイル タイムトリップクルーズ                           | 山里亮太                  | 山崎静代                   | 鎌倉千秋         |
| SP | 2022年8月11日  | 始まったよSP                                                      | （ 多 数 ）               | （ 多 数 ）                | 小山径 鎌倉千秋  |
| 04 | 2022年8月14日  | フランス・パリ 革命し続ける街のアナザーストーリー                 | アンミカ                  | 岩井勇気                   | 利根川真也       |
| 05 | 2022年8月21日  | オーストラリア・ゴールドコースト＆ブリスベン 進化しまくりリゾート | 福田麻貴（3時のヒロイン） | かなで（3時のヒロイン）    | 利根川真也       |
| 06 | 2022年8月28日  | タイ 目指せ！リッチ狂想曲                                         | 高田純次                  | 大久保佳代子               | 小山径           |
| 07 | 2022年9月4日   | フィンランド 幸福度世界一はつらいよ                               | 足立梨花                  | 土屋伸之（ナイツ）         | 鎌倉千秋         |
| 08 | 2022年9月11日  | メキシコ テンションMAX！メキシカンスピリット                      | 渡辺隆（錦鯉）            | 長谷川雅紀（錦鯉）         | 中川安奈         |
| 09 | 2022年9月25日  | 台湾 美麗島 映えすぎ列伝                                          | SHELLY                    | スギちゃん                 | 鎌倉千秋         |
| 10 | 2022年10月9日  | スペイン・バルセロナ 自由と反骨 トゥーリズモ                      | 福田麻貴（3時のヒロイン） | かなで（3時のヒロイン）    | 小山径           |
| 11 | 2022年10月16日 | アメリカ・サンフランシスコ アメリカンドリームをかなえたい         | 山里亮太                  | 山崎静代                   | 中川安奈         |
| 12 | 2022年10月23日 | モロッコ 文化スクランブル交差点                                   | 坂下千里子                | 土屋伸之（ナイツ）         | 中川安奈         |
| 13 | 2022年10月30日 | カナダ 個性乱れ咲き！ダイナミックランド                           | SHELLY                    | 板倉俊之（インパルス）     | 小山径           |
| 14 | 2022年11月6日  | フランス・パリ 美の都 裏道ボヤージュ                              | アンミカ                  | 岩井勇気                   | 利根川真也       |
| 15 | 2022年11月20日 | オーストラリア・シドニー 何でもあり！多様性ワンダーランド         | 福田麻貴（3時のヒロイン） | かなで（3時のヒロイン）    | 利根川真也       |
| 16 | 2022年12月4日  | タイ 楽園にサワディー！                                           | 大久保佳代子              | 高田純次                   | 小山径           |
| 17 | 2022年12月18日 | アメリカ・ロサンゼルス 常識破りジャーニー                         | 山里亮太                  | 山崎静代                   | 中川安奈         |
| 18 | 2022年12月25日 | フィンランド 森と湖の国で大自然を攻略！                           | 足立梨花                  | 土屋伸之（ナイツ）         | 鎌倉千秋         |
| 19 | 2023年1月2日   | ギリシャ 祈りと祭りに“魅せられて”                                 | 朝日奈央                  | 鈴木拓（ドランクドラゴン） | 利根川真也       |
| 20 | 2023年1月8日   | エジプト・カイロ 古代→現代リアルすぎキャラバン                    | 山里亮太                  | 山崎静代                   | 鎌倉千秋         |
| 21 | 2023年1月15日  | メキシコ 未知との遭遇！マジカルツアー                             | 渡辺隆（錦鯉）            | 長谷川雅紀（錦鯉）         | 中川安奈         |
| 22 | 2023年1月22日  | 台湾 リミックス故事                                               | SHELLY                    | スギちゃん                 | 鎌倉千秋         |
| 23 | 2023年2月12日  | イギリス・ロンドン セレブと庶民がレットイットビー                 | 岩井勇気（ハライチ）      | 澤部佑（ハライチ）         | 中川安奈         |
| 24 | 2023年2月19日  | ギリシャ 文明の故郷へGO！                                         | 朝日奈央                  | 鈴木拓（ドランクドラゴン） | 利根川真也       |
| 25 | 2023年2月26日  | アメリカ・アラスカ エンジョイ！ラストフロンティア                 | SHELLY                    | 板倉俊之（インパルス）     | 小山径           |
| 26 | 2023年3月5日   | モロッコ 砂漠のバズり王国                                         | 坂下千里子                | 土屋伸之（ナイツ）         | 中川安奈         |
| 27 | 2023年3月12日  | スペイン・マドリード 愛と情熱の都でみんなアミーゴ                 | 福田麻貴（3時のヒロイン） | かなで（3時のヒロイン）    | 小山径           |
| 28 | 2023年3月19日  | アメリカ・サンフランシスコ 自由人たちのユートピア                 | 山里亮太                  | 山崎静代                   | 中川安奈         |